# Medycyna starożytnego Egiptu

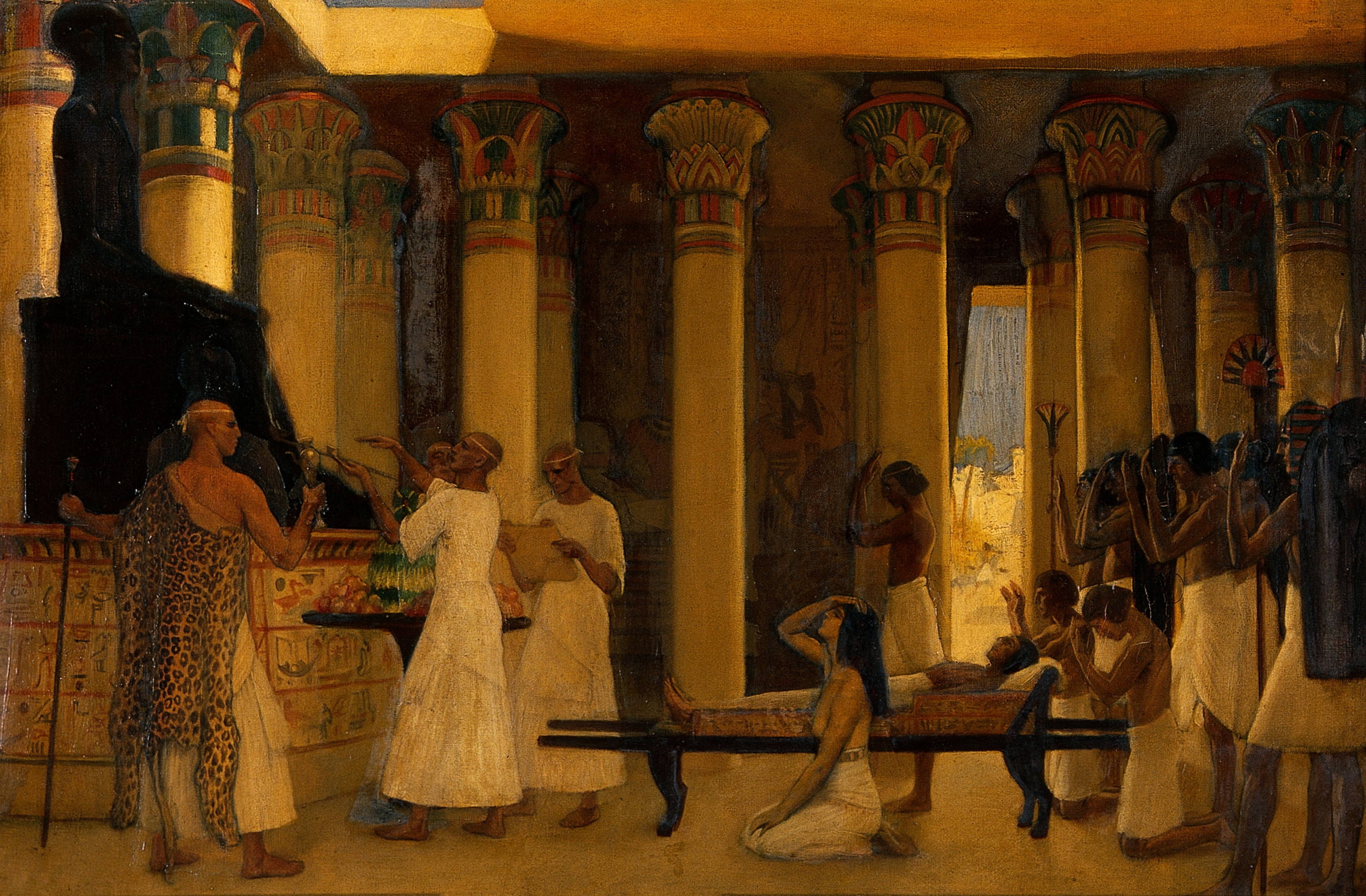
Imhotepu4 przyzywa bóstwa w „świątyni zdrowia”, a jego asystent czyta zwój papirusuu3 (obraz Ernesta Boarda)

Medycyna starożytnego Egiptu – medycyna w starożytnym Egipcie (od okresu predynastycznego do początku epoki hellenistycznej), dostępna ówcześnie wiedza o zdrowiu i chorobach człowieka oraz o sposobach ich leczenia i zapobiegania im. Medycyna starożytna miała częściowo charakter magiczno-religijny, a częściowo empiryczno-racjonalny. W świątyniach szkolono lekarzy wielu specjalności, wykonywano zabiegi chirurgiczne, opracowywano receptury leków itp. Działał system opieki zdrowotnej, który wywarł wpływ na późniejszy rozwój medycyny w Grecji i Rzymie.

## Tło historyczne i kulturowe
Historia Egiptu liczy ponad 5 tys. lat (ok. XXX w.p.n.e.–XXI w.n.e.). W historii państwa starożytnego (lata od ok. 3200–3000 r. p.n.e. do ok. 305–30 p.n.e.) egiptolodzy wyróżnili 10 dużych okresów, w których panowali przedstawiciele 31 kolejnych dynastii:
- okres predynastyczny i protodynastyczny (ok. 5500-3150 r. p.n.e.) – wcześni wodzowie i królowie z Hierakonpolis, Nubt, Tinis i Abydos w Górnym Egipcie (dynastia 0) oraz królowie Per-Wadżet w Dolnym Egipcie (znani z kamienia z Palermo)
- okres wczesnodynastyczny, archaiczny (ok. 3150–2686 r. p.n.e.) – dynastie I i II
- Stare Państwo (ok. 2686–2181 r. p.n.e.) – dynastie III–VI
- Pierwszy Okres Przejściowy (2181–2133 r. p.n.e.) – dynastie VII–X
- Średnie Państwo (tebańskie) (ok. 2133–1786 r. p.n.e.) – dynastie XI i XII)
- Drugi Okres Przejściowy (ok. 1786–1567 r. p.n.e.) – dynastie XII–XVII
- Nowe Państwo (ok. 1567–1085 r. p.n.e.) – dynastie XVIII–XX
- Trzeci Okres Przejściowy (ok. 1085–730 r. p.n.e.) – władcy: XXI dynastia,
Arcykapłani Świątyni Amona(inne języki) (Teby), dynastie XXII i XXIII
- Epoka Późna (ok. 730–305 r. p.n.e.) – dynastie: XXIV, XXV, XXVI, XXVII (Achemenidzi), XXVIII, XXIX, XXX i XXXI (Achemenidzi)
- Okres grecko-ptolomejski (ok. 305–30 r. p.n.e.) – władcy macedońscy i dynastia Lagidów (Ptolemeusze)

Starożytni Egipcjanie utrzymywali się głównie z rolnictwa, rybołówstwa i hodowli (zob. Gospodarka starożytnego Egiptu) – ciężkiej pracy fellahów, której efekty w bardzo dużym stopniu zależały od warunków meteorologicznych, a przede wszystkim od użyźniających wylewów Nilu.
Długotrwałe susze i powodzie były też przyczyną zagrożeń dla zdrowia i życia ludności, takich jak klęski głodu lub epidemie (zob. np. plagi egipskie). Przyczyną wysokiej śmiertelności były również wojny, trudne warunki fizycznej pracy fellahów, niesprzyjające zdrowiu odżywianie i in.. Długość życia mężczyzn wynosiła ok. 35 lat, a kobiet ok. 30 lat. Około ⅓ dzieci umierała we wczesnym dzieciństwie.
Uważa się, że całkowite uzależnienie od rzeki było źródłem wiary w bóstwa, decydujące o losie ludzi (zob. religia starożytnego Egiptu). Przebywający w świątyniach mędrcy, opanowali matematykę i pismo (pismo hieroglificzne, pismo klinowe) i potrafili przepowiadać zjawiska meteorologiczne i astronomiczne. Wysokiego poziomu rozległej wiedzy medycznej wymagało opracowanie metod balsamowania zwłok (mumifikowano również czczone zwierzęta, np. koty, zob. Bastet, Sechmet). Mędrcy byli otaczani czcią jako bóstwa (zob. bóstwa mądrości, politeizm, Thot i Maat, uważana za córkę Ra). Mędrcy – doradcy faraonów – przygotowali kalendarz egipski, obliczali wysokości podatków i ceny towarów w handlu, projektowali konstrukcje umożliwiające regulację rzeki, spichlerze, świątynie, grobowce (zob. np. Dolina Królów), rozważali problemy natury filozoficznej (zob. źródła myśli greckiej). W świątyniach m.in. wykonywano eksperymenty medyczne i uczono pierwszych lekarzy.

## Zachowane ślady medycyny
Źródłami wiedzy o starożytnej medycynie egipskiej (zob. historia medycyny) są obiekty archeologiczne i różnorodne artefakty kultury medycznej, m.in. instrumenty chirurgiczne i stomatologiczne, wyposażenie aptek (np. wagi, naczynia apteczne, moździerze, lekarstwa), opakowania leków i instrumentów medycznych. Historycy medycyny mają również do dyspozycji liczne fragmenty architektury, rzeźby, malarstwa. Liczne informacje o zdrowiu Egipcjan, ich chorobach i metodach leczenia uzyskują badając mumie, kanopy lub części szkieletów, znalezione poza grobowcami. Szczególnie duże znaczenie mają artefakty pisma i piśmiennictwa – inskrypcje i papirusy, przede wszystkim egipskie papirusy medyczne.

## Historycy egipskiej medycyny
Historię medycyny Egiptu długo przesłaniał wielki szacunek dla myśli Starożytnej Grecji („mit Hipokratesa” (460–370 p.n.e.), obdarzonego przydomkiem „ojca medycyny”), podczas gdy już ok. 450 p.n.e. Herodot pisał z uznaniem, w relacji ze swojej podróży do Egiptu:

Jeśli chodzi o medycynę egipską, to jest ona uporządkowana następująco: każdy lekarz zajmuje się tylko jedną chorobą, a nie kilkoma. W całym kraju jest dużo lekarzy, ponieważ są specjaliści od chorób oczu, inni od głowy, inni od zębów. Inni są od brzucha, a jeszcze inni od chorób głębiej ukrytych., Herodot, Dzieje (księga II Euterpe)

Do czasu powstania egiptologii (zob. Jean-François Champollion, 1790–1832) i wielkich odkryć XIX–XX w. opis Herodota przyjmowano sceptycznie (zob. dzieje badań Egiptu Starożytnego). Jeszcze w 1810 roku Carl Gustav Carus (niemiecki lekarz, malarz i filozof, przyjaciel Goethego) był zaskoczony widokiem szczątków staroegipskich budowli – zawołał z zachwytem:

Takie budowle nie mogą być niczym innym jak znakami prastarej zapomnianej nauki, której wielkość mogłaby zawstydzić ludzkość XIX wieku.

Zamieszczony w Dziejach opis staroegipskiej medycyny został częściowo potwierdzony dopiero w XIX wieku, dzięki nowym technikom badawczym, m.in. w wyniku badań mumii faraonów po opanowaniu technik bakteriologicznych, rtg i in. Spośród licznych egiptologów zasłużonych dla historii medycyny, są wymieniani m.in.:
- Marc Armand Ruffer(inne języki)[9] (1859−1917) – angielsko-niemiecki patolog, bakteriolog zafascynowany wynikami prac Pasteura i Miecznikowa, pionier nowoczesnej paleopatologii[10]
- Grafton Elliot Smith (1871–1937) – brytyjsko-australijski lekarz, anatom, antropolog i Egiptologia, zafascynowany możliwościami rentgenowskich badań mumii faraonów[11]
- Douglas Erith Derry (1874–1961) – profesor anatomii na Uniwersytecie w Kairze, zajmujący się archeologią i antropologią Doliny Nilu; pierwszy anatom, który zbadał mumię Tutanchamona[12][13]
- F. Wood Jones(inne języki) (1879–1954) – brytyjski przyrodnik, embriolog, anatom i antropolog[14][15]
- Hermann Junker(inne języki) (1877–1962) – niemiecki egiptolog, uczestnik prac archeologicznych w Gizie (odkrywca steli nadwornego lekarza faraona IV dynastii)
- W.C. Boyd (1903–1983) – amerykański histochemik[e], który ustalił grupy krwi zmarłych faraonów[16][17][15]

Do odnalezienia, zabezpieczenia i przetłumaczenia egipskich papirusów medycznych, które potwierdziły pierwszeństwo lekarzy egipskich przed Hipokratesem, przyczynili się przede wszystkim:
- Joseph Smith (1805–1844) – amerykański przywódca religijny, założyciel ruchu świętych w dniach ostatnich (zob. papirus Josepha Smitha(inne języki))
- Edwin Smith(inne języki) (1822–1906) – amerykański kolekcjoner i handlarz antyków (zob. papirus Edwina Smitha)
- Georg Ebers (1837–1898) – niemiecki egiptolog i pisarz (zob. papirus Ebersa)
- James H. Breasted (1865–1935) – amerykański archeolog, egiptolog i historyk z University of Chicago, który przetłumaczył papirus Edwina Smitha

Współcześnie intensywne badania w dziedzinie staroegipskiej farmakologii prowadzi Tanja Pommerening z Uniwersytetu Gutenberga w Moguncji.
Tematyką staroegipskiej medycyny zajmują się liczni autorzy naukowych i popularno-naukowych książek, m.in.:
- Warren Royal Dawson(inne języki) (1888–1968); autor np. Egyptian mummies (1924, współautor: Grafton Elliot Smith), Who Was Who in Egyptology (1951), Bibliography of Works relating to Mummification in Egypt (1928), Magician and leech: a study in the beginnings of medicine with special reference to ancient Egypt (1929)
- Eugen Strouhal: Life in Ancient Egypt. Norman, Oklahoma: University of Oklahoma Press, 1989. ISBN 0-8061-2475-X. Brak numerów stron w książce
- Joyce Filer: Disease. Austin, Texas: University of Texas Press, 1996. ISBN 0-292-72498-5. Brak numerów stron w książce
- Jürgen Thorwald: Dawna medycyna, jej tajemnice i potęga: Egipt, Babilonia, Indie, Chiny, Meksyk, Peru. Wydawnictwo Literackie, 2017, s. 304. ISBN 978-83-0806384-2., na podstawie wyd. Wydawnictwo Ossolineum 1990 ISBN 83-04-03344-5

## Staroegipska medycyna

### Pierwsi lekarze
Powstanie egipskiej medycyny bywa wiązane z powstaniem religii i stanu kapłańskiego. Mędrcy, którzy ułatwiali pokonanie lęku Egipcjan przed powodziami, suszą lub chorobami byli uznawani za bóstwa, półbogów lub ludzi błogosławionych przez bogów (zob. też geneza religii, kalendarium religii świata). Przekonanie o nadludzkiej wielkości królestwa i o nieśmiertelności władców utrwalały zwyczaje mumifikacji zwłok i budowa piramid (zob. Teksty Piramid i Teksty Sarkofagów).
Opanowanie wiedzy nt. sposobów zabezpieczania zwłok przed rozkładem (zob. mumie, kanopy) wymagało od ówczesnych specjalistów wieloletnich eksperymentów – bywają uznawani za prekursorów patomorfologii. Wiadomo, że skuteczne postępowanie, które jest bardzo skomplikowane, było opanowane już w okresie panowania IV dynastii. Brak informacji o nieudanych wcześniejszych próbach zapewnienia władcom życia pośmiertnego utrudnia dokładniejsze datowanie początku rozwoju egipskiej medycyny.
Spośród lekarzy staroegipskich, nazywanych swnw (sunu), znani są m.in.:
III dynastia (ok. 2800–2500 r. p.n.e.)
– Imhotep (eg. ỉỉ-m-ḥtp, „dający zadowolenie”), lekarz faraona Dżesera i jego otoczenia tytułowany również „Księciem Pokoju”, „Kanclerzem Dolnego Egiptu”, „Arcykapłanem Heliopolis”, „Głównym Rzeźbiarzem” i in.; jego zasługi uhonorowano pochówkiem w piramidzie w okolicy Sakkary (zob. piramida Dżesera)
– Hesy-Ra (Hesy-Re, Hesira, Hesire, Hesi), lekarz z okresu panowania Dżesera i prawdopodobnie również Sechemcheta, uznawany za pierwszego dentystę (Wer-ibeh-senjw)
IV dynastia (ok. 2613–2494 r. p.n.e.)
– Iry, lekarz nadworny faraona i przełożony lekarzy w Starym Państwie, pierwszy znany lekarz-specjalista chorób oczu (zob. okulistyka); upamiętnia go stela odkryta w Gizie, w otoczeniu piramid Cheopsa, Chefrena, Mykerinosa (odkrycia dokonał w 1926 roku Hermann Junker w jednym z grobowców)
– Peseshet, „zarządca kobiecych lekarzy”, prawdopodobnie pierwsza kobieta-lekarz w Sais (w świątyni w Sais działała szkoła lekarska)
V dynastia (ok. 2500–2300 p.n.e.)
– Sekhet-Enanach, lekarz dworski faraona Sahure, specjalista od „chorób nosa, gardła i uszu” (zob. otorynolaryngologia) uhonorowany epitafium w świątyni, świadczącym o wielkiej wdzięczności faraona za opiekę lekarską
VI dynastia (ok. 2347–2216 p.n.e.)
– Nin-anch-re, Nin-anchre lekarz faraona Teti, według Hermanna Junkera, który odkrył jego posążek, miał „rysy wykształconego człowieka”
XVIII dynastia (ok. 1550–1292 p.n.e.)
– Nebamon, lekarz Amenhotepa II, w którego grobowcu umieszczono malowidło ukazujące księcia Mezopotamii, który przybył do Egiptu po pomoc medyczną, mimo że medycyna istniała już również w Mezopotamii (zob. sekcja Mesopotamia w: History of medicine, Medycyna Babilonii), ale na niższym poziomie. Potwierdzał to Herodot, a w listach amarneńskich (archiwum glinianych tabliczek z Tell el-Amarny) znajduje się list króla Mitanni do chorego Amenhotepa III (1408–1372 r. p.n.e.), którego nadawca zapowiada przesłanie choremu „uzdrawiającego” wizerunku bogini Isztar z Niniwy).
XIX dynastia (ok. 1292–1186 p.n.e.)
– Iwti, lekarz nadworny Ramzesa I i Setiego II znał „wewnętrzne soki ustroju” i osobiście przygotowywał leki z posiadanych surowców roślinnych i mineralnych („apteka lekarza nadwornego Iwti”), miał też papirusy z receptami i wskazaniami zastosowań)
XXVII dynastia, Achemenidzi (ok. 525–404 p.n.e.)
– Uzahor-resinet – lekarz nadworny w czasach, gdy król perski Dariusz I podbił Egipt; wyrazem uznania dla wysokiego poziomu egipskiej sztuki medycznej było polecenie Dariusza, aby Uzahor-resinet uruchomił dawną szkołę lekarską (z wydziałem chirurgii i ogrodem botanicznym przy świątyni Horusa).

### Egipskie papirusy medyczne
- Osobny artykuł: egipskie papirusy medyczne(inne języki)

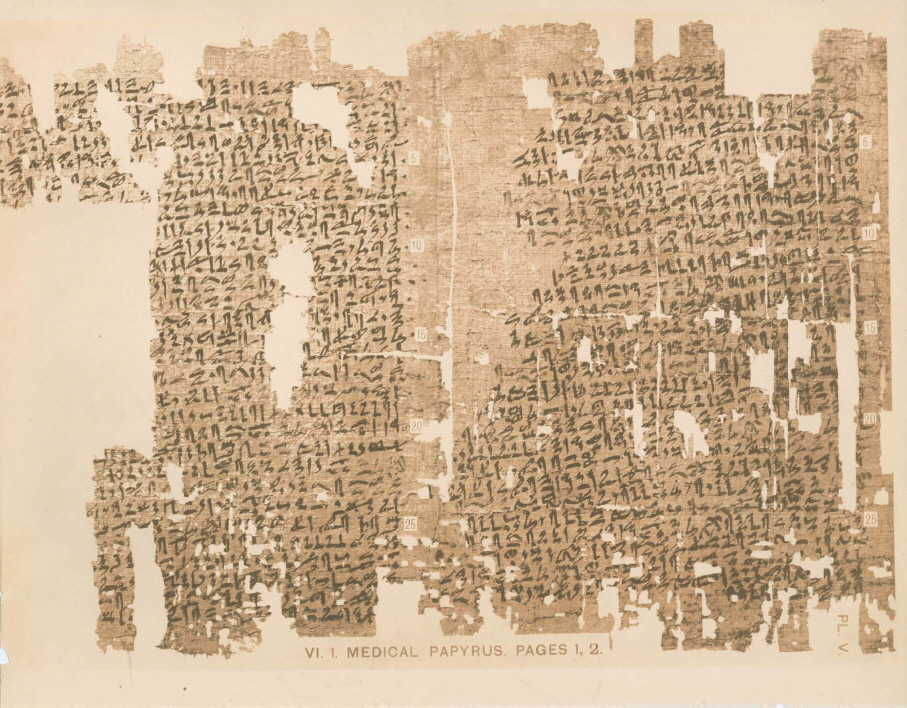
Jeden z najstarszych papirusów medycznych

Cennym źródłem informacji o staroegipskiej medycynie są „papirusy medyczne” – dwanaście znalezionych dokumentów, zapisanych na papirusie. Jeden z nich jest napisany z użyciem egipskich hieroglifów, a pozostałe pismem hieratycznym (tłumaczenia tekstów bywają problematyczne). Są datowane na okres od około 1820 r. p.n.e. do 250 r. n.e. Uważa się, że niektóre mogą być kopiami wcześniejszych pism lub ich kompilacjami, nawet tekstów Imhotepa. Teksty odnoszą się przede wszystkim do objawów i metod leczenia poszczególnych chorób; są też dowodem szerszych zainteresowań staroegipskich lekarzy, np. budową i funkcjami układu krwionośnego.
Niektóre z „papirusów medycznych” mają charakter magiczno-religijny – zawierają opisy użycia amuletów, zaklęć i rytuałów, inne są wynikiem doświadczenia, nabytego w czasie obserwacji pacjentów poddawanych kuracji (zob. badania naukowe).
Szczególnie liczne odwołania do magii występują w papirusie berlińskim i londyńskim. Zaklęcia są przywoływane również w papirusie Ebersa, jednak ten tekst dotyczy również postępowania chirurgicznego oraz objawów chorób wewnętrznych i ich leczenia z zastosowaniem minerałów i roślin leczniczych; zawiera też rozdział Tajemnica lekarza. Wiedza o biciu serca i wiedza o sercu – temat podjęty też w papirusie Smitha.
Papirus Edwina Smitha wyróżnia się naukowym charakterem; jest określany jako pierwszy podręcznik chirurgii. Zawiera systematycznie uporządkowane wskazówki dotyczące postępowania w 48 przypadkach (badanie – diagnoza – leczenie – rokowanie) oraz opisy obserwacji anatomicznych, w tym pierwsze znane opisy szwów czaszkowych, opon mózgowych, zewnętrznej powierzchni mózgu, płynu mózgowo-rdzeniowego (zob. pajęczynówka) i pulsacji wewnątrzczaszkowej (zob. urazowe uszkodzenie mózgu, nadciśnienie śródczaszkowe).
Pierwsze zdania tekstu dotyczą serca i naczyń krwionośnych. Duże wrażenia na egiptologach zrobiły z trudem odczytane fragmenty:

Należy mierzyć tak, jakby się coś liczyło przy użyciu miary itp. Liczenie czegokolwiek palcami [odbywa się] aby poznać akcję serca. Są w nim naczynia do wszystkich części ciała […]. Jeśli kapłan Sachmet, jakiś lekarz swnw […] kładzie swoje palce na głowie […] na obie ręce, w miejscu serca […] na obie nogi, wtedy mierzy serce […] ono mówi […] w każdym naczyniu, w każdym miejscu ciała […] mierzy się naczynia jego serca, aby poznać objawy przejawiające się w nim.

Na analogii układu krwionośnego i życiodajnego Nilu zbudowano podstawę staroegipskiej fizjologii i interny. Analogicznie jak Nil niesie od swoich źródeł substancje odżywcze i szkodliwe, napotykając niekiedy na zatory, tak wszystkie płyny ciała (krew, łzy, mocz, nasienie, śluz, „vedehu” – związki powodujące ból, zapalenia, gorączkę itp.…), płyną z serca systemem kanałów („metu”) do wszystkich części ciała, a następnie na zewnątrz (nie znano zjawiska krążenia krwi). Przepływ jest napędzany biciem serca. W przypadkach stwierdzenia choroby lekarz usuwa „zator metu”, stosując np. pijawki, upuszczanie krwi, środki przeczyszczające lub lewatywę (prawdopodobnie jedno z zadań „strażnika królewskiego odbytu”).
Wskazówka nr 6 zawiera prawdopodobnie najwcześniejszy opis mózgu:

Jeśli badasz człowieka z […] raną na głowie, sięgającą aż go kości; złamana jest czaszka, wypadł mózg z czaszki […] zakręty, które powstają tak, jak w odlewanym metalu. Jest coś w tym […] co drży [i] tętni pod twoimi palcami, podobnie jak ciemię dziecka, które jeszcze nie skostniało. Powstaje to drżenie pod twoimi palcami, ponieważ mózg jego czaszki jest odsłonięty. Z obu nozdrzy leje się krew. Wtedy musisz powiedzieć: ktoś z ziejącą raną głowy […] choroba, której nie można leczyć.

Ostatnią ze wskazówek – wskazówkę nr 48, odnoszącą się do „naciągania kręgów” – kończy urwane zalecenie: „wtedy masz mu zrobić…”.

### Choroby Egipcjan i ich leczenie (przykłady)
Źródłami informacji o chorobach starożytnych Egipcjan mogą być opisy objawów, zachowane w części papirusów medycznych lub obserwacje i analizy, będące odpowiednikami współczesnej sekcji zwłok (zob. biopsja, patomorfologia, histopatologia), wykonywanej po tysiącach lat. W niektórych przypadkach zachowany szczątkowy „obraz kliniczny” bywa dla specjalistów niemal jednoznaczny, w wielu innych – brakuje możliwości naukowego potwierdzenia występowania chorób (np. zaburzenia psychiczne). Nie da się też m.in. potwierdzić, czy jest słuszne podejrzenie choroby tarczycy Kleopatry VII na podstawie jej wizerunku na płaskorzeźbie albo podejrzenie tłuszczaków królowej Puntu na podstawie kształtu jej sylwetki, przedstawionej w świątyni Deir el-Bahari.
Wyniki badań szczątków ludzkich, wizerunków i manuskryptów pozwoliły potwierdzić występowanie w starożytnym Egipcie:
- chorób oczu, związanych m.in. z narażeniem na pustynny piasek i kurz[l]; papirus Ebarsa wskazuje, że egipscy okuliści odróżniali objawy m.in. takich chorób jak: jaglica, jaskra, zaćma, ślepota zmierzchowa, zapalenie spojówek, jęczmień, owrzodzenie rogówki, zapalenie tęczówki, bielmo, chorobliwe łzawienie, zez[52]; istnienie specjalności „okulista pałacowy”[28] świadczy o dużej dolegliwości tych chorób (opisy staroegipskich metod leczenia jaglicy były zaskoczeniem dla egiptologów[53])
- chorób spowodowanych przez ukąszenia skorpionów lub węży
- chorób narządów wewnętrznych, zwykle trudnych do wykrycia, lecz niekiedy pozostawiających wyraźne ślady (np. kamienie nerkowe[54] i żółciowe[54])
- gruźlicy, np. gruźlicy kręgosłupa (choroba Pott’a), której rozpoznanie na podstawie wizerunków starożytnych Egipcjan bywa wątpliwe, ponieważ trudno jest wykluczyć inne przyczyny garbu, takie jak inne choroby lub wady postawy (zob. etiologia kifozy)
- choroby Heinego-Medina (polio, poliomyelitis), choroby wirusowej, na którą prawdopodobnie cierpieli m.in. faraon Siptah (ok. 1194–1190 r. p.n.e.) i odźwierny Ruma (II w. p.n.e.)[55]; nie wyklucza się wady wrodzonej (zob. stopa końsko-szpotawa)
- chorób pasożytniczych, takich jak schistosomatoza (bilharoza), riszta wywołująca drakunkulozę, nicienie, tasiemce i in.[49]

Metodą mikroskopowego badania skóry mumii stwierdzono występowanie zakaźnej czarnej ospy, a stosując barwienie metodą Grama znaleziono w płucach i wątrobie innej mumii bakterie dżumy).
Przypuszcza się, że już Imhotep diagnozował i leczył ponad 200 chorób, w tym 15 chorób brzucha, 11 pęcherza moczowego, 10 odbytnicy, 29 oczu, 18 skóry, włosów, paznokci i języka. Prawdopodobnie korzystał z wiedzy medycznej zgromadzonej przez koczownicze plemiona, które później zjednoczyły się, tworząc starożytny Egipt, oraz przez ludy zamieszkujące dalej położone obszary Afryki (np. kraina Kusz i in.).
Epidemie
Potęgę zagrożeń epidemiami w czasach XXVI dynastii ilustrują odkrycia, dokonane w latach 1997–2012 w Luksorze (Teby Zachodnie) przez włoskich archeologów (Italian Archaeological Mission to Luxor, MAIL; kierownik: Francesco Tiradritti). W kompleksach pogrzebowych Harwa i Akhimenru zespół odkrył pozostałości wielkiej operacji niszczenia ciał ofiar epidemii z VII w. p.n.e. – ludzkie szczątki zasypane wapnem, piece do wypalania wapna (zob. wapiennik), ślady ognisk, w których dokonywano kremacji. Przypuszcza się, że była to epidemia odry lub ospy.
Katastrofalna epidemia choroby przypominającej dżumę lub tyfus rozprzestrzeniła się z portu Awaris w połowie epoki brązu (ok. 1715 p.n.e.). Poważnie osłabiła Egipt, w którym już wcześniej występowały poważne problemy społeczno-polityczne. Stosunkowo odporną grupą etniczną okazali się Hebrajczycy, co pozwoliło zidentyfikować czynnik etiologiczny tej epidemii: bakterię Francisella tularensis, która powoduje tularemię, przenoszoną m.in. przez kleszcze (zob. choroby odkleszczowe i inne choroby odzwierzęce).

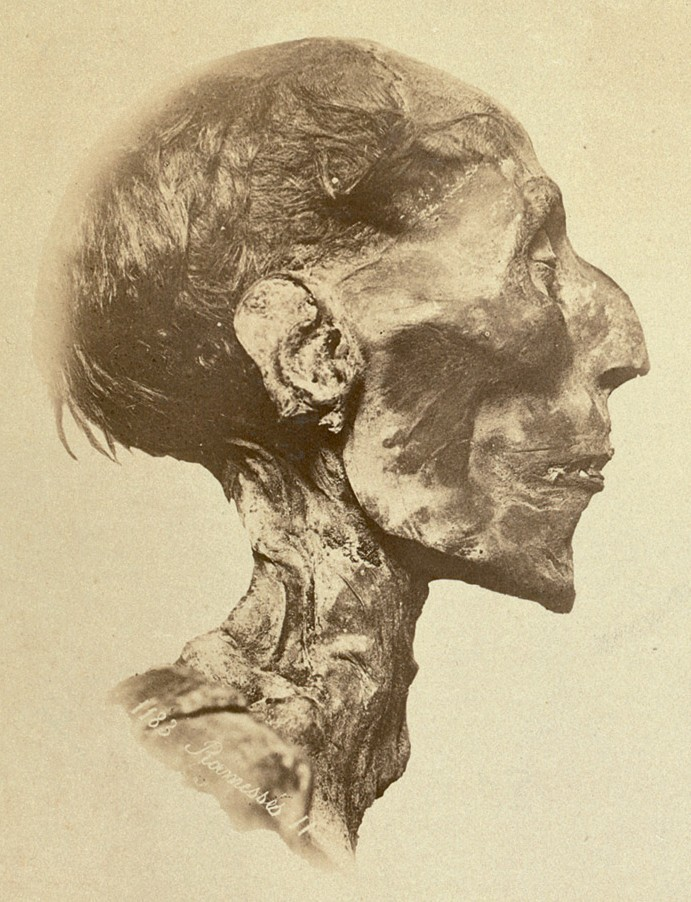
Ramzes II

Odporność komórkową Hebrajczycy zawdzięczali prawdopodobnie wcześniejszemu trybowi życia wśród zwierząt – mogli mieć ciągły kontakt z niezjadliwymi szczepami bakterii (zob. pamięć immunologiczna, historia szczepień). Formułowana jest hipoteza, że takie zróżnicowanie odporności mogło być przyczyną represji przeciw Izraelitomi (udokumentowanych w archeologicznej warstwie F w Awaris), ich internowania, a następnie wyjścia z Egiptu pod wodzą Mojżesza.
Choroby naczyniowe
Do chorób powszechnie występujących w długiej historii starożytnego Egiptu należały choroby naczyniowe (miażdżyca, zwapnienia, owrzodzenia), na co wyraźnie wskazuje wygląd naczyń krwionośnych mumii wielu faraonów i mniej dostojnych urzędników, zmarłych w różnym wieku (również takich, którzy współcześnie byliby uważani za młodych).
Jednym z tych faraonów był Ramzes II, który aktywnie dożył późnego wieku 91 lat. Prawdopodobną przyczyną śmierci była angina pectoris, której bardzo sugestywny opis zawiera papirus Ebersa.
Marc Armand Ruffer ze współpracownikami i ich następcy przeprowadzili długotrwałe poszukiwania przyczyn powszechności tych chorób. Przeanalizowali czynniki ryzyka, wymieniane w XX-wiecznych podręcznikach: tytoń, kiła i choroby pochodne, alkohol, niewłaściwa dieta i otyłość, stres, ogniska zapalne w uzębieniu i w przyzębiu lub w migdałkach.
Elliot Smith zbadał 25 tys. czaszek starożytnych Egipcjan nie stwierdzając występowania kiły; z listy czynników ryzyka odrzucono też tytoń, który w starożytności był znany tylko w Ameryce (zob. historia wyrobów tytoniowych). Czynnikami ryzyka występującymi powszechnie były wymienione stany zapalne uzębienia, przyzębia i migdałków oraz otyłość (nie jest widoczna na wizerunkach faraonów, jednak wskazują na nią fałdy skóry ich mumii).
Nowotwory
Na szkieletach trzech mumii z okresu panowania piątej dynastii Smith i Dawson odkryli ślady nowotworów (prawdopodobnie kostniakomięsaków). Stwierdzono prawdopodobieństwo, że występowały również inne nowotwory, nie pozostawiające tak trwałych śladów, co zostało potwierdzone; w 39 mumiach znaleziono ślady nowotworów żeńskich narządów płciowych, a z papirusu Ebersa odczytano jednoznaczny opis palpacyjnego badania piersi, znanego z czasów współczesnych, oraz opis objawów, zakończony stwierdzeniem: „Choroba, której nie będę leczyć”.
Położnictwo i ginekologia

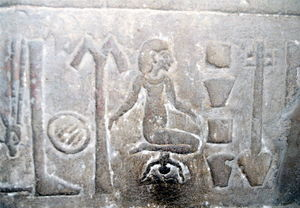
Scena porodu ze Świątyni Kom Ombo

W tekstach dotyczących położnictwa i ginekologii istnieją dwa różne hieroglify, oznaczające kobietę i kobietę ciężarną. Dwa inne odnoszą się do przebiegu porodu. Pozwalają stwierdzić, że za prawidłowe uważano położenie płodu z przodującą główką oraz że poród odbywał się w pozycji kucznej (jak w większości dawnych ludów). Współczesne fotele porodowe zastępowały „stołki porodowe” – dwa słupki wykonane z kilku cegieł, umieszczone w niewielkiej odległości. Tekst papirusu Westcar (zob. też Adolf Erman i papirus Ermana) informuje, że odebrane dziecko myto, „odcinano pępowinę i układano na posłaniu z cegieł”.
Za podręcznik staroegipskiego położnictwa i ginekologii (zob. położnictwo w starożytnym Egipcie) uważa się papirus ginekologiczny z 2200–2100 r. p.n.e., znaleziony w Kahun, w którym zgromadzono 17 wskazań lekarskich, rozpoczynanych słowami: „Lek dla kobiety, która cierpi na…”. Opisano m.in. występujące w czasie ciąży zaburzenia pęcherza, zmiany przypominające zakrzepowe zapalenie żył lub objawy („zapach czegoś pieczonego”), które mogły być spowodowane guzem podbrzusza.
Staroegipscy lekarze opisywali również zaburzenia miesiączkowania, stany zapalne narządów rodnych i sutków, problemy płodności, zapobiegania, rozpoznawania i przebiegu ciąży (zob. m.in. historia testów ciążowych), chorób przenoszonych drogą płciową itp. Opisano m.in. sposób otrzymywania środka antykoncepcyjnego z cierni akacji, roztartych z daktylami i wymieszanych z miodem. Prawdopodobnie był on znany za panowania Amenemhata I, o czym mogą świadczyć malowidła z grobu Chnumhortepa w Bani Hassan. Po upływie tysiącleci potwierdzono, że ciecz przygotowana w opisany sposób zawiera kwas mlekowy, składnik różnych współczesnych żeli antykoncepcyjnych (zob. antykoncepcja w starożytnym Egipcie).
Chirurgia

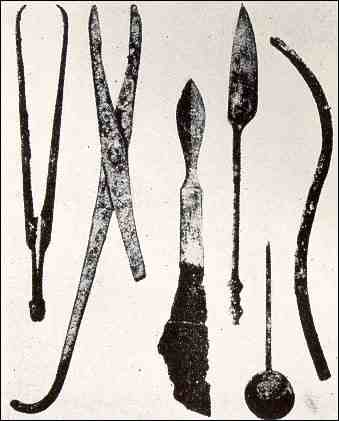
Narzędzia chirurgiczne (skalpele, łopatki, szczypce)u16

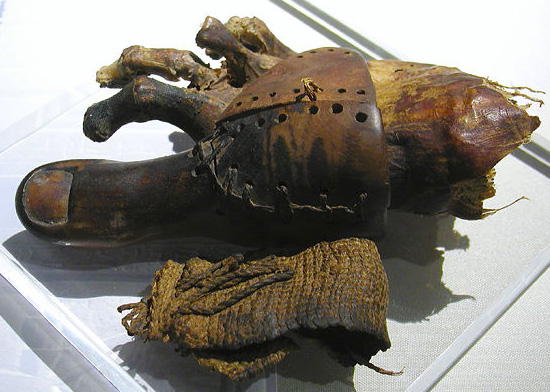
Proteza palucha

- Osobny artykuł: Chirurgia w starożytnym Egipcie(inne języki)

Bogaty zbiór doświadczeń starożytni lekarze zgromadzili opatrując rany odniesione w licznych bitwach i podejmując próby zapobiegania infekcjom (początki antyseptyki). Rany zszywano igłą z nicią lub sklejano bandażami wykonanymi z pasków lepkiej tkaniny lnianej, nasączonej żywicami lub asfaltem (zastępował współczesny opatrunek gipsowy). W niektórych przypadkach stosowano łagodnie uciskające opatrunki ze świeżego mięsa, które zawiera enzymy tamujące krwawienie, w innych bywała stosowana kauteryzacja. Złamane kości po nastawieniu unieruchamiano stosując szyny z odcinków kory o odpowiednio dobranym kształcie. Zapobiegano również infekcjom, o czym świadczy np. fragment tekstu papirusu:

Jeżeli badasz człowieka z nieprawidłową raną […] i ta rana jest w stanie zapalnym […] jeśli twoja ręka wyczuwa bijące od owej rany gorąco, zaczerwienione są brzegi owej rany i ów człowiek gorączkuje z tego powodu, wtedy musisz powiedzieć: ktoś z nieprawidłową raną […] choroba którą leczę. Wtedy przygotuj mu środki chłodzące dla usunięcia gorączki […] liście wierzby.

Znacznie bardziej rozwinięta jest „wskazówka 35” z papirusu Smitha, dotycząca kolejnych kroków w przypadku „człowieka ze […] złamania hsb […] obu obojczyków”, od nastawienia kości do opatrzenia zwojami materiału z użyciem „minerału”.
Staroegipskim chirurgom nie było też obce zastępowanie protezami amputowanych części ciała.
Zaburzenia psychiczne
W papirusach medycznych znajdują się opisy czynności i zachowań, które współcześnie zalicza się do zaburzeń psychicznych, np. depresji i histerii. Według staroegipskich lekarzy (papirus z Kahun) depresja była dolegliwością serca i umysłu, nazywaną „gorączką w sercu”, „suchością serca”, „opadaniem serca”, „osłabieniem serca”, „klękaniem umysłu”.
Histerię wyjaśniano przemieszczaniem się macicy – zwierzęcia o greckiej nazwie hystera (zob. pojęcie „histeria” w starożytnym Egipcie). Zalecano metody psychoterapii przypominające stosowane współcześnie w podobnych przypadkach stosowane obecnie, m.in. „sen świątynny” (prawdopodobnie pod wpływem psychodelików tj. opium i lulek) np. w świątyni na wyspie File, pod opieką boskich uzdrowicieli interpretujących treść snów (zob. szkoły psychoanalizy).

### Egipska farmakopea
W papirusie Ebersa, opisano według J. Thornwalda ok. 900, a według innych źródeł (np. Tanja Pommerening) ok. 2000 receptur sporządzania leków z kilku (do 37) naturalnych składnków receptur aptecznych. Starożytne egipskie przepisy są podobne do współczesnych – zwykle określają skład jakościowy i ilościowy, informacje o sposobie przygotowania leku, sposobie podawania i czasie stosowania.
Papirus Ebersa nie został do końca odcyfrowany ze względu na trudności w czasie rozpoznawania znaków odpowiadających poszczególnym składnikom leków i ich ilościom (ustalenia znaczenia jednostek miar). Obecnie wiadomo, że w starożytnym Egipcie stosowano liczne przybliżone jednostki przypominające współczesne pozaukładowe jednostki miary (zob. jednostki miar w starożytnym Egipcie), np. hekat, ro, hin i inne jako jednostki objętości oraz deben i inne jako jednostki masy.
Jako składniki leków stosowano m.in.:
- naturalne składniki roślinne (zob. fitoterapia w starożytnym Egipcie(inne języki) oraz rośliny lecznicze)
- składniki pochodzenia zwierzęcego (np. miód, tłuszcze)
- składniki mineralne, np. cynk, siarka, antymon znad rzeki Zambezi (wchodził w skład licznych maści, po 4 tys. lat był podawany doustnie, jako środek przeciwko trądowi, dżumie, malarii i in.), ołów i rudy miedziowe (np. malachit, grynszpan, stosowane jako farba do malowideł ściennych i lecznicza szminka do powiek)[75][78][22]

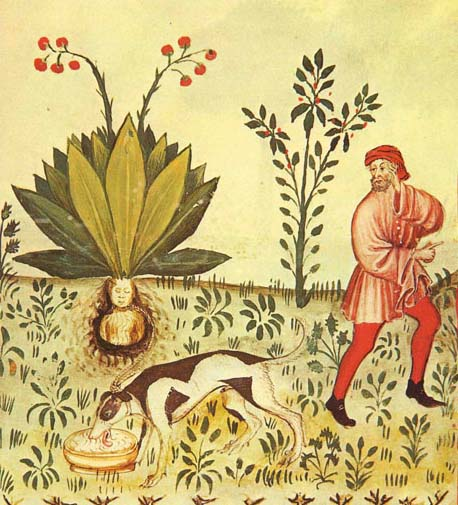
Opisaną w Tacuinum Sanitatis (XV w.) mandragorę stosowali już starożytni Egipcjanie

Wśród znanych i stosowanych roślin leczniczych wymienia się m.in.:
cebulę, czosnek, rzodkiew, koper, kminek, tymianek, jałowiec, siemię lniane, jaskółcze ziele,
liście senesu, korzeń przestępu (przestęp dwupienny, ang. „mandrake”, zob. alrauna), pięciornik, kozieradkę,
mak lekarski (właściwości lecznicze lub trujące dzięki zawartości alkaloidów, tj. tebaina, narkotyna, morfina, kodeina, papaweryna i in.)
lulek egipski, zawierający skopolaminę (zob. zastosowania liści lulka czarnego),
nasiona bielunia, zawierającego hiosciaminę i atropinę (zob. delirianty, wywoływanie halucynacji itp.)
mirrę i aloes z królestwa Saby
i wiele innych, o różnych zastosowaniach, takich jak np. wytwarzanie olejków eterycznych, stosowanych w czasie aromatyzacji i równoczesnego odkażania powietrza (zob. antyseptyczne działanie karbolu, kadzidło).
W medycznych papirusach zapisano wiele leków, w których skład wchodził kał i mocz (zob. koproterapia w starożytnym Egipcie, Dreckapotheke). Początkowo sądzono, że ich zadaniem było wyłącznie „odpędzanie demonów”, jednak odkrycie antybiotyków pozwoliło wyjaśnić, dlaczego ich stosowanie bywało skuteczne. Podobnie wyjaśnia się współcześnie skuteczność egipskich leków zawierających składniki nazywane „mułem piwa” lub „osadem piwa” lub leczenia ran za pomocą spleśniałego chleba, drożdży i ziemi (zob. skutki niedoborów witamin grupy B).

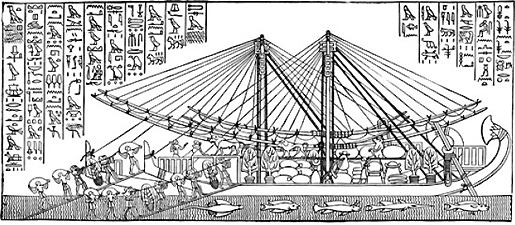
Załadunek towarów w krainie Punt, m.in. sadzonek balsamowca mirryu15

### Fizjoterapia
W starożytnym Egipcie stosowano m.in. takie zabiegi fizjoterapeutyczne jak:
- masaże – masaż barku i kolana został przedstawiony w formie reliefu w grobowcu w Sakkarze
- helioterapia – wymienioną w papirusie Ebersa jako metoda łagodzenia bólu
- balneoterapia – np. opisane w „Kalup Papyrus” leczenie błotem i gliną
- hydroterapia – stosowana np. w sanatorium w pobliżu świątyni Dendara, w której istnieją komory z basenami, do których spływa woda omywająca na posąg

### Zdrowie publiczne
O istnieniu zorganizowanej państwowej (świeckiej) opieki zdrowotnej świadczy istnienie hierarchii zawodowej – pozycji określonych symbolami: świecki lekarz (swnw, sunu), przełożony lekarzy (imy-r swnw), lekarz główny (wrnw), najstarszy lekarz (smsw swnw), inspektor lekarzy (shd swnw) oraz nadzorca lekarzy Górnego i Dolnego Egiptu. Nie wszyscy sunu byli uprawnieni do czytania tekstów medycznych.
Diodor Sycylijski pisał w I w. p.n.e. m.in.:

Cały sposób życia Egipcjan tak jednolicie był uporządkowany, iż można by sądzić, że układał go nie jakiś prawodawca, lecz zdolny lekarz opracował go według wszelkich reguł zdrowotnych.

J. Thorwald ostrzega, że opinie Sycylijczyka są uważane za mało wiarygodne, jednak przytacza też wypowiedź Herodota, że Egipcjanie są „najzdrowszym narodem, jaki zna”. Taką opinię Herodot wyraził prawdopodobnie będąc pod wrażeniem obowiązującej zasady stosowania sieci rybackich, rozwieszanych nad posłaniami dla ochrony przed ukąszeniami owadów. Nie wydaje się możliwe, żeby już wówczas dostrzegał związek między plagami owadów i epidemiami malarii (uważano, że jej przyczyną są opary z bagien), jednak prawdopodobnie widział różnicę między częstością występowania tej choroby w Egipcie i w jego ojczystej Karii.
Jest udokumentowane, że zwrócił uwagę na ochronę zdrowia budowniczych piramid – wielu tysięcy ludzi, stłoczonych w obozach wokół budowy. Opisując te obozy przedstawił treść umieszczonego na piramidzie napisu, informującego ile rzodkwi, cebuli i czosnku wydano robotnikom (koszt tej akcji oszacowano na ok. 1600 talentów w srebrze, czyli ok. 16 mln DM).
Dowody troski o poziom sanitarny znaleziono w pozostałościach po mieście Achet-Aton, wybudowanym przez Echnatona (Amenhotep IV), reformatora religijnego, który próbował zastąpić egipski politeizm henoteizmem – wiarą w Atona, już w czasach królowej Hatszepsut traktowanego jako Stwórca (emanacja boga Re). W stolicy Atona istniały obsadzone drzewami szerokie aleje, a obok nich kanały służące do odprowadzania nocą ścieków z toalet. W ruinach domu jednego z dostojników znaleziono kamienny sedes; skromniejsze urządzenia sanitarne instalowano w małych domach mieszkańców dzielnic robotniczych. Rewolucyjnym reformom Echnatona (m.in. nakazał zamknięcie świątyń, poświęconych innym bogom) sprzeciwili się kapłani oraz inni przedstawiciele wyższych warstw społecznych. W ich pałacach i w świątyniach brak higieny maskowano zapachami kadzideł. Używano ich w dużych ilościach w czasie uroczystości religijnych, na które przybywali liczni uczestnicy. Służyło to równocześnie aromatyzacji i odkażaniu powietrza, co odkryto dopiero w XIX w. n.e. (zob. system leczenia antyseptycznego Josepha Listera).
Przypuszcza się, że znane starożytnym Egipcjanom zasady higieny wywarły wpływ na Mojżesza i ułatwiły Izraelitom przetrwanie trudów ich Exodusu).